# Bahnhof Monza
Der Bahnhof Monza (italienisch : Stazione di Monza) ist der Hauptbahnhof des norditalienischen Monza. 

## Technische Parameter
Der Bahnhof wird von der Rete Ferroviaria Italiana (RFI), einer Organisationseinheit der Ferrovie dello Stato, betrieben. 

## Geografische Lage
Der Bahnhof liegt an der Bahnstrecke Chiasso–Mailand und ist Ausgangspunkt der Strecken nach Lecco und nach Molteno. All diese Strecken werden von RFI betrieben.
Der Bahnhof befindet sich südlich des Stadtzentrums und verfügt insgesamt über sieben Bahnsteiggleise. Er ist ein Trennungsbahnhof, mit dem Empfangsgebäude in Seitenlage.

## Geschichte
Der Bahnhof wurde 1840 als Endpunkt der Bahnstrecke Mailand–Monza (die zweite im heutigen Italien eröffnete Strecke) gebaut. Schon 1849 wurde diese Strecke nach Como verlängert. 1873 eröffnete die Strecke nach Calolziocorte. Das erste Empfangsgebäude lag als Keilbahnhof zwischen den beiden Strecken.
1884 wurde das alte Empfangsgebäude durch das heutige ersetzt. Dabei wurde auch das Fürstenzimmer für den König von Italien eingebaut.
Die Bahnstrecke Monza–Molteno eröffnete 1911 als private Lokalbahn. Sie hatte in Monza einen eigenen Bahnhof, den heutigen Bahnhof Monza Sobborghi. Die beiden Bahnhöfe waren für Übergabezüge durch ein Gleis verbunden. Die Bahnstrecke Monza–Molteno wurde 1954 von der FS übernommen. Seitdem fahren die Züge bis zum Bahnhof Monza durch.
Von 2001 bis 2018 lag die Vermarktung und Vermietung der Ladenflächen im Empfangsgebäude in Hand der Gesellschaft Centostazioni.

## Fürstenzimmer

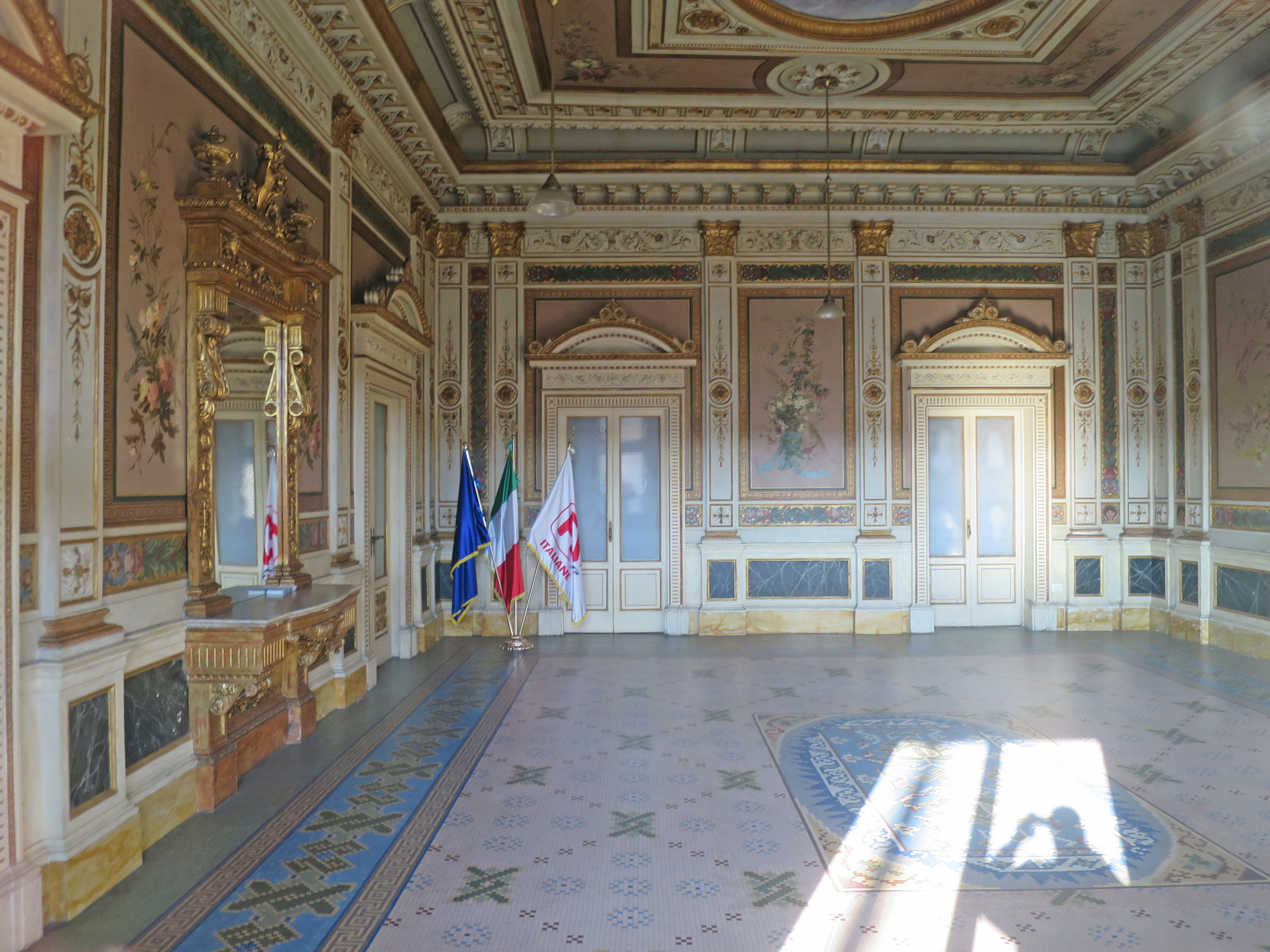
Warteraum für den König

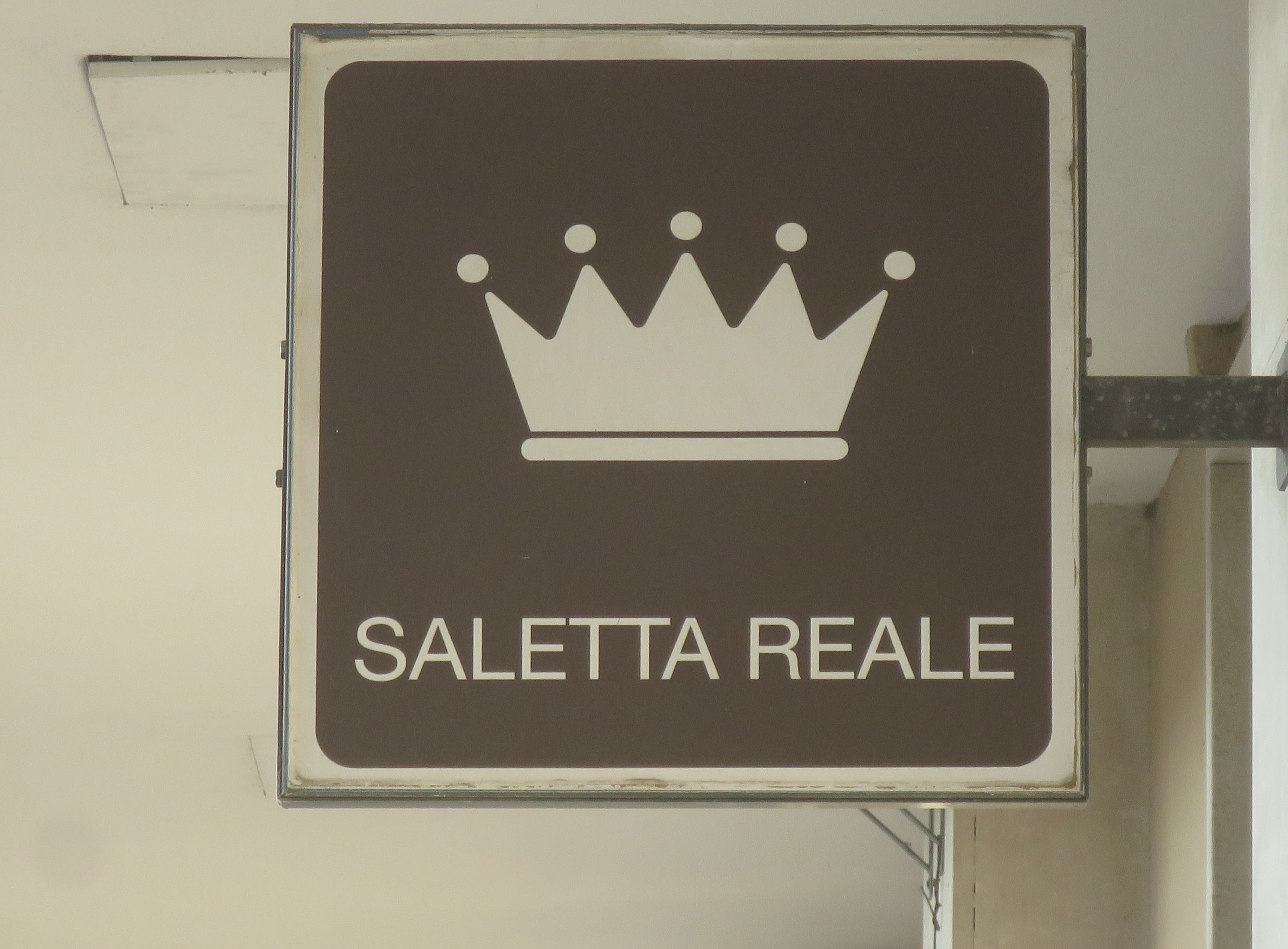
Piktogramm für den König

Der Aufenthaltsraum für den König (Saletta Reale) ist in seiner wandfesten Ausstattung komplett erhalten und damit eines der heute seltenen Beispiele für einen solchen Warteraum. Die Dekoration ist eine eklektizistische Mischung historischer Stile vornehmlich aus Barock und Empire. Der Raum entstand zusammen mit dem Neubau des Empfangsgebäudes 1882–1884 in der Regierungszeit von König Umberto I. Das Deckengemälde stammt von Mosè Bianchi. Der Raum wurde 2001 renoviert und wird heute für kulturelle Veranstaltungen genutzt.

## Verkehr
| Linie | Verlauf |
| ----- | --- |
|       | Lecco – Valmadrera – Civate – Sala al Barro-Galbiate – Oggiono – Molteno – Costa Masnaga – Cassago-Nibionno-Bulciago – Renate-Veduggio – Besana – Villa Raverio – Carate-Calò – Triuggio-Ponte Albiate – Macherio-Canonica – Biassono-Lesmo Parco – Buttafava – Villasanta Parco – Monza Sobborghi – Monza – Sesto San Giovanni – Milano Greco Pirelli – Milano Porta Garibaldi                             |
|       | Lecco – Lecco Maggianico – Calolziocorte-Olginate – Airuno – Olgiate-Calco-Brivio – Cernusco-Merate – Osnago – Carnate-Usmate – Arcore – Monza – Sesto San Giovanni – Milano Greco Pirelli – Milano Porta Garibaldi |
|       | Saronno – Saronno Sud – Ceriano Laghetto-Solaro – Ceriano Laghetto Groane – Cesano Maderno – Seveso-Baruccana – Seregno – Desio – Lissone-Muggiò – Monza – Sesto San Giovanni – Milano Greco Pirelli – Milano Lambrate – Milano Forlanini – Milano Porta Romana – Milano Tibaldi – Milano Romolo – Milano San Cristoforo – Corsico – Cesano Boscone – Trezzano sul Naviglio – Gaggiano – Albairate-Vermezzo |
|       | Chiasso – Como San Giovanni – Como Camerlata – Cucciago – Cantù-Cermenate – Carimate – Camnago-Lentate – Seregno – Desio – Lissone-Muggiò – Monza – Sesto San Giovanni – Milano Greco Pirelli – Milano Porta Garibaldi – Milano Villapizzone – Milano Certosa – Rho Fiera – Rho |
| RE 8  | Tirano – Tresenda-Aprica-Teglio – Sondrio – Morbegno – Colico – Bellano-Tartavalle Terme – Varenna-Esino-Perledo – Lecco – Monza – Milano Centrale |
| RE 80 | Locarno – Cadenazzo – (Ceneri-Basistunnel –) Lugano – Mendrisio – Chiasso – Como San Giovanni – Monza – Milano Centrale |
| R 14  | Milano Porta Garibaldi – Milano Greco Pirelli – Sesto San Giovanni – Monza – Arcore – Carnate-Usmate – Paderno-Robbiate – Calusco – Terno – Ponte San Pietro – Bergamo |

Zusätzlich halten noch EuroCity-Züge Zürich–Mailand in Monza.